# Lactobacillus amylovorus
Lactobacillus amylovorus è una specie di batterio appartenente alla famiglia delle Lactobacillaceae.